# Mottetto
Il mottetto è una composizione polifonica di ispirazione sacra, con o senza strumenti. 

## L'etimologia

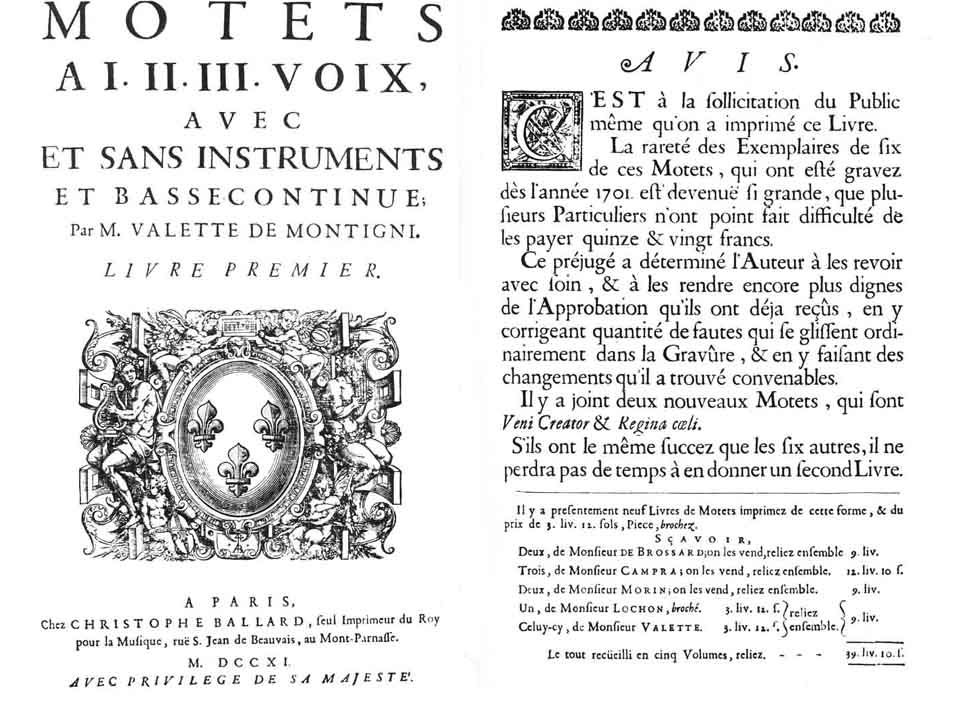
Un libro sui mottetti di Joseph Valette de Montigny, compositore francese (1665-1738)

Il mottetto nasce, come termine, quale diminutivo di 'motto', che a sua volta deriva dal francese mot (parola): anche in quella lingua il motet designa un breve componimento.

## Storia
Il mottetto nasce nel XIII secolo, nell'ambito della Scuola di Notre Dame, nella seconda fase dell'Ars antiqua, come forma polifonica vocale (o vocale - strumentale) da eseguire in ambito liturgico.
La forma ha origine dallo stile melismatico delle clausole degli organa: tali sezioni vengono infatti isolate e considerate composizioni autonome. Al tenor viene ancora utilizzato un frammento gregoriano, ma il mottetto è prevalentemente politestuale, ovvero con il duplum e triplum che cantano testi differenti contemporaneamente, talvolta anche in lingue diverse.
Ben presto acquista un proprio complesso carattere costruttivo e diviene territorio di sperimentazione di nuove tecniche di scrittura, arrivate a maturazione con lo svilupparsi dell'Ars nova. Qui il mottetto si sgancia dall'occasione liturgica, aumenta la sua complessità strutturale e si apre all'uso di testi anche in volgare.
La complessità musicale del mottetto deriva anche, per l'appunto, dall'uso della politestualità. Questo ne fece naturalmente un oggetto musicale destinato agli intelletti più raffinati.
Splendidi esempi di mottetti costruiti su proporzioni aritmetiche (isoritmia) si trovano in Philippe de Vitry, in Guillaume de Machaut e, successivamente, in Guillaume Dufay (il suo Nuper rosarum flores del 1436 è un esempio di sintesi perfetta fra isoritmia e contrappunto) e in Johannes Ockeghem.
Dal '500 in poi il mottetto perde quella centralità di cui era stato investito; il graduale abbandono del contrappunto e la maturazione della forma del madrigale - più adatta di quella del mottetto alle esigenze espressive del pensiero armonico - lo rendono molto meno praticato, limitandolo quasi esclusivamente all'ambito sacro; non mancano tuttavia esempi fulgidi come i sei Mottetti di J. S. Bach, splendidi nel loro ricercato arcaismo e pervasi da un raffinato contrappunto.

## Caratteristiche
Le principali caratteristiche del mottetto sono:
- Autonomia ritmico-melodica delle parti. Ciascuna voce (generalmente tre) procede con un'identità musicale propria. Il tenor, spesso di derivazione gregoriana nei mottetti liturgici, è a valori larghi: il duplum appare più agile e mosso e il triplum propone un andamento fiorito e melismatico. Ciò conduce tra l'altro a ideare la "notazione a libro di coro": al fine di evitare lo spreco di pergamena allineando in verticale le voci, si scrivono separatamente le linee melodiche. Questa notazione è adottata fino al XVI secolo.
- Politestualità. I testi delle voci sono spesso differenti e talvolta utilizzano lingue differenti. Il mottetto privilegia il gioco sonoro polifonico, adottando la politestualità, rinuncia a rendere comprensibile il messaggio linguistico.
- Utilizzo della musica ficta (note con alterazioni).
- Sviluppo delle tecniche contrappuntistiche. Nella produzione mottettistica si individuano alcuni procedimenti di scrittura polifonica che, costituiscono il fondamento della tecnica contrappuntistica. Talvolta il tenor ripete, per tutta la durata della composizione, un breve frammento ritmico-melodico, caratterizzandosi come ostinato che accompagna e sostiene lo svolgimento del brano. Non è raro trovare dei brevi episodi di carattere imitativo tra le parti.